# Bulgaria en la Copa Mundial de Fútbol de 1994
La Selección de Bulgaria fue una de las 24 participantes en el Mundial de Fútbol de 1994, que se realizó en Estados Unidos y en el que los búlgaros se encuadraron en el grupo D (junto a Nigeria, Grecia y Argentina).
Para tomar parte en el campeonato, los pupilos de Dimitar Penev disputaron una ronda de clasificación. El 17 de noviembre de 1993, Bulgaria selló su pase a la cita estadounidense con un triunfo en París ante Francia (1-2).
Ya en el Mundial, el conjunto búlgaro accedió a las eliminatorias como segundo de grupo, por detrás de Nigeria y delante de Argentina. Después de vencer a México en octavos y a Alemania en cuartos, Bulgaria perdió ante Italia en semifinales y frente a Suecia en el partido por el tercer puesto.

## Clasificación

### Grupo 6
| Equipo    | Pts | PJ | PG | PE | PP | GF | GC | Dif |
| --------- | --- | -- | -- | -- | -- | -- | -- | --- |
| Suecia    | 15  | 10 | 6  | 3  | 1  | 19 | 8  | 11  |
| Bulgaria  | 14  | 10 | 6  | 2  | 2  | 19 | 10 | 9   |
| Francia   | 13  | 10 | 6  | 1  | 3  | 17 | 10 | 7   |
| Austria   | 8   | 10 | 3  | 2  | 5  | 15 | 16 | -1  |
| Finlandia | 5   | 10 | 2  | 1  | 7  | 9  | 18 | -9  |
| Israel    | 5   | 10 | 1  | 3  | 6  | 10 | 27 | -17 |

| Fecha                   | Lugar     |           |                      | Resultado |                      |           |
| ----------------------- | --------- | --------- | -------------------- | --------- | -------------------- | --------- |
| 14 de mayo de 1992      | Helsinki  | Finlandia | Bandera de Finlandia | 0:3 (0:0) | Bandera de Bulgaria  | Bulgaria  |
| 9 de septiembre de 1992 | Sofía     | Bulgaria  | Bandera de Bulgaria  | 2:0 (2:0) | Bandera de Francia   | Francia   |
| 7 de octubre de 1992    | Estocolmo | Suecia    | Bandera de Suecia    | 2:0 (0:0) | Bandera de Bulgaria  | Bulgaria  |
| 2 de diciembre de 1992  | Ramat Gan | Israel    | Bandera de Israel    | 0:2 (0:0) | Bandera de Bulgaria  | Bulgaria  |
| 14 de abril de 1993     | Viena     | Austria   | Bandera de Austria   | 3:1 (2:0) | Bandera de Bulgaria  | Bulgaria  |
| 28 de abril de 1993     | Sofía     | Bulgaria  | Bandera de Bulgaria  | 2:0 (2:0) | Bandera de Finlandia | Finlandia |
| 12 de mayo de 1993      | Sofía     | Bulgaria  | Bandera de Bulgaria  | 2:2 (1:0) | Bandera de Israel    | Israel    |
| 8 de septiembre de 1993 | Sofía     | Bulgaria  | Bandera de Bulgaria  | 1:1 (1:1) | Bandera de Suecia    | Suecia    |
| 13 de octubre de 1993   | Sofía     | Bulgaria  | Bandera de Bulgaria  | 4:1 (2:0) | Bandera de Austria   | Austria   |
| 17 de noviembre de 1993 | París     | Francia   | Bandera de Francia   | 1:2 (1:1) | Bandera de Bulgaria  | Bulgaria  |

## Jugadores
| #  | Nombre            | Posición      | Club               |
| -- | ----------------- | ------------- | ------------------ |
| 1  | Borislav Mijailov | Portero       | Mulhouse           |
| 2  | Emil Kremenliev   | Defensa       | Levski Sofia       |
| 3  | Trifon Ivanov †   | Defensa       | Neuchâtel          |
| 4  | Tsanko Tsvetanov  | Defensa       | Levski Sofia       |
| 5  | Petar Houbchev    | Defensa       | Hamburgo           |
| 6  | Zlatko Yankov     | Mediocampista | Levski Sofia       |
| 7  | Emil Kostadinov   | Delantero     | Oporto             |
| 8  | Hristo Stoitchkov | Delantero     | Barcelona          |
| 9  | Iordan Letchkov   | Mediocampista | Hamburgo           |
| 10 | Nasko Sirakov     | Mediocampista | Levski Sofia       |
| 11 | Daniel Borimirov  | Mediocampista | Levski Sofia       |
| 12 | Plamen Nikolov    | Portero       | Levski Sofia       |
| 13 | Ivaylo Yordanov   | Delantero     | Sporting de Lisboa |
| 14 | Boncho Genchev    | Mediocampista | Ipswich Town       |
| 15 | Nikolái Iliev     | Defensa       | Rennes             |
| 16 | Ilián Kiriakov    | Defensa       | Mérida             |
| 17 | Petar Mihtarski   | Delantero     | Pirin Blagoevgrad  |
| 18 | Petar Aleksandrov | Delantero     | Aarau              |
| 19 | Gueorgui Georgiev | Mediocampista | Mulhouse           |
| 20 | Krasimir Balakov  | Mediocampista | Sporting de Lisboa |
| 21 | Velko Iotov       | Delantero     | RCD Español        |
| 22 | Ivaylo Andonov    | Mediocampista | CSKA Sofia         |
| DT | Dimitar Penev     |               |                    |

## Participación

### Grupo D
| Equipo    | Pts | PJ | PG | PE | PP | GF | GC | Dif |
| --------- | --- | -- | -- | -- | -- | -- | -- | --- |
| Nigeria   | 6   | 3  | 2  | 0  | 1  | 6  | 2  | 4   |
| Bulgaria  | 6   | 3  | 2  | 0  | 1  | 6  | 3  | 3   |
| Argentina | 6   | 3  | 2  | 0  | 1  | 6  | 3  | 3   |
| Grecia    | 0   | 3  | 0  | 0  | 3  | 0  | 10 | -10 |

| 21 de junio de 1994, 18:30 CDT | Nigeria                                 | 3:0 (2:0) | Bulgaria | Estadio Cotton Bowl, Dallas                                              |                                                                          |
|                                | Yekini 21' · Amokachi 43' · Amunike 55' | Reporte   |          | Asistencia: 44.132 espectadores Árbitro(s): Rodrigo Badilla (Costa Rica) | Asistencia: 44.132 espectadores Árbitro(s): Rodrigo Badilla (Costa Rica) |

| 26 de junio de 1994, 11:30 CDT                                    | Bulgaria                                                        | 4:0 (1:0) | Grecia | Soldier Field, Chicago                                                           |                                                                                  |
|                                                                   | Stoitchkov 5' (pen.), 55' (pen.) · Letchkov 65' · Borimirov 90' | Reporte   |        | Asistencia: 63.130 espectadores Árbitro(s): Ali Bujsaim (Emiratos Árabes Unidos) | Asistencia: 63.130 espectadores Árbitro(s): Ali Bujsaim (Emiratos Árabes Unidos) |
| Primera victoria de Bulgaria en la historia de la Copa del Mundo. |                                                                 |           |        |                                                                                  |                                                                                  |

| 30 de junio de 1994, 18:30 CDT | Argentina | 0:2 (0:0) | Bulgaria                     | Estadio Cotton Bowl, Dallas                                     |                                                                 |
|                                |           | Reporte   | Stoitchkov 61' · Sirakov 90' | Asistencia: 63.998 espectadores Árbitro(s): Nadj Jouini (Túnez) | Asistencia: 63.998 espectadores Árbitro(s): Nadj Jouini (Túnez) |

### Octavos de final
| 5 de julio de 1994, 16:30 EDT | México                                    | 1:1 (1:1, 1:1) (t. s.)(1:3 p.) | Bulgaria                                  | Giants Stadium, Nueva York                                          |                                                                     |
|                               | García Aspe 18' (pen.)                    | Reporte                        | Stoichkov 6'                              | Asistencia: 71.030 espectadores Árbitro(s): Jamal Al Sharif (Siria) | Asistencia: 71.030 espectadores Árbitro(s): Jamal Al Sharif (Siria) |
|                               |                                           | Tiros desde el punto penal     |                                           |                                                                     |                                                                     |
|                               | García Aspe · Bernal · Rodríguez · Suárez |                                | Balakov · Guenchev · Borimirov · Letchkov |                                                                     |                                                                     |

### Cuartos de final
| 10 de julio de 1994, 12:00 EDT | Bulgaria                     | 2:1 (0:0) | Alemania            | Giants Stadium, Nueva York                                                |                                                                           |
|                                | Stoichkov 75' · Letchkov 78' | Reporte   | Matthäus 47' (pen.) | Asistencia: 72.000 espectadores Árbitro(s): José Torres Cadena (Colombia) | Asistencia: 72.000 espectadores Árbitro(s): José Torres Cadena (Colombia) |

### Semifinales
| 13 de julio de 1994, 16:00 EDT | Bulgaria             | 1:2 (1:2) | Italia             | Giants Stadium, Nueva York                                         |                                                                    |
|                                | Stoichkov 44' (pen.) | Reporte   | R. Baggio 21', 25' | Asistencia: 74.110 espectadores Árbitro(s): Joël Quiniou (Francia) | Asistencia: 74.110 espectadores Árbitro(s): Joël Quiniou (Francia) |

### Tercer lugar
| 16 de julio de 1994, 12:30 PDT | Suecia                                                | 4:0 (4:0) | Bulgaria | Estadio Rose Bowl, Los Ángeles                                                   |                                                                                  |
|                                | Brolin 8' · Mild 30' · Larsson 37' · K. Andersson 40' | Reporte   |          | Asistencia: 91.500 espectadores Árbitro(s): Ali Bujsaim (Emiratos Árabes Unidos) | Asistencia: 91.500 espectadores Árbitro(s): Ali Bujsaim (Emiratos Árabes Unidos) |